# Darkthrone
Darkthrone es una banda noruega de black metal fundada en 1986 por el batería y vocalista Gylve «Fenriz» Nagell y el guitarrista Anders Risberget en la ciudad de Kolbotn. Originalmente el dúo llamó a su proyecto Black Death, pero tras la llegada del guitarrista Ivar "Zephyrous" Enger y del bajista Dag Nilsen, el grupo cambió su nombre por el actual. Por su parte, Ted «Nocturno Culto» Skjellum ingresó en la formación en 1988 como reemplazo de Risberget.
Tras el lanzamiento de su álbum debut y de algunas maquetas, el grupo decidió cambiar totalmente su sonido death metal tras conocer al guitarrista de Mayhem, Euronymous. Este cambio llevó a Darkthrone a convertirse en una de las bandas pioneras del black metal noruego y a su segundo trabajo de estudio, A Blaze in the Northern Sky (1992), en uno de los primeros discos del género. El conjunto publicó posteriormente Under a Funeral Moon (1993) y Transilvanian Hunger (1994), este último únicamente con Fenriz y Nocturno Culto en la formación y que serían destacados como dos de los trabajos más influyentes del black metal.
El dúo continuó editando álbumes con asiduidad, aunque desde 2006 añadió a su música elementos del heavy metal tradicional, del hardcore y del punk rock.

## Historia

### Formación ySoulside Journey(1986-1991)
En 1986, el batería y vocalista Gylve Nagell y el guitarrista Anders Risberget formaron el proyecto de death metal Black Death en Kolbotn, un suburbio de Oslo. Al año siguiente, el conjunto publicó las maquetas Trash Core y Black is Beautiful, esta última con el bajista Ivar Enger, y que incluían canciones con títulos poco serios como «Pizzabreath» o «Nasty Sausage» (en español: Aliento de pizza y Salchicha repugnante). Ese mismo año, el grupo cambió su nombre por Darkthrone, inspirado por el fanzine danés Blackthorn y la letra del tema «Jewel Throne» de Celtic Frost. Además Nagell y Enger optaron por cambiar sus nombres por Fenriz y Zephyrous, respectivamente. En 1988, ingresó en la formación el bajista Dag Nilsen, lo que llevó a que Zephyrous se encargara de la guitarra.
Su primer trabajo tras el cambio de nombre fue la maqueta Land of Frost, aunque Risberget dejó el grupo poco después de su grabación. Poco después, Darkthrone realizó su primera actuación en directo, a la cual acudió como invitado el guitarrista y vocalista Ted Skjellum, conocido como Nocturno Culto y que ingresó a la formación como reemplazo de Risberget. Con la llegada del nuevo miembro, Darkthrone publicó otra demo ese mismo año (A New Dimension) y otras dos en 1989 (Thulcandra y Cromlech). Este último trabajo llamó la atención de la discográfica británica Peaceville Records con la cual la agrupación firmó un contrato. Debido al escaso presupuesto ofrecido por el sello, el conjunto no pudo grabar en el estudio que había elegido, pero gracias a la colaboración de las bandas suecas Nihilist y Entombed, la grabación de su álbum debut pudo realizarse en los Sunlight Studios. El disco, titulado Soulside Journey y orientado hacia el death metal, salió a la venta en enero de 1991.

### A Blaze in the Northern SkyyUnder a Funeral Moon(1991-1993)
Tras el lanzamiento de su primer trabajo de estudio, el grupo comenzó a componer y grabar música para su siguiente álbum, al que tenían pensado llamar Goatlord. A finales de 1991, los miembros del conjunto conocieron al guitarrista de Mayhem, Øystein «Euronymous» Aarseth,  quien les convenció de cambiar su estilo musical por el black metal. Ante tal decisión, los músicos dejaron de trabajar en Goatlord, comenzaron a componer y a grabar material orientado hacia su nuevo género y a utilizar corpse paint, un maquillaje facial distintivo del black metal. Nilsen, descontento con este cambio de estilo, dejó la agrupación tras grabar las pistas de bajo del que sería su siguiente disco.
Después de terminar la grabación de su segundo álbum, la banda envió una copia a su discográfica, la cual insistió en remezclarlo. Ante la negativa del grupo y la amenaza de romper su contrato para firmar uno nuevo con Deathlike Silence Productions, Peaceville cedió y publicó el disco, titulado A Blaze in the Northern Sky, sin modificarlo. Por aquellos momentos, la notoriedad del black metal noruego estaba en aumento, principalmente como resultado del interés de los medios de comunicación en los crímenes realizados por Varg Vikernes de Burzum. Este hecho, incrementó la popularidad de las principales bandas y Darkthrone fue considerada como una de las agrupaciones más importantes del género.
En verano de 1992, la agrupación regresó al estudio para grabar un nuevo trabajo. Esta vez el grupo tuvo que enfrentarse al problema de que ni Nocturno Culto, ni Zephyrous residían en Oslo, de hecho el vocalista debía conducir durante tres horas cada semana. A pesar de este inconveniente, el trío, con Nocturno Culto como bajista, publicó en junio de 1993 el álbum Under a Funeral Moon, aunque poco después Zephyrous decidió abandonar la formación tras sufrir un accidente automovilístico.

### Transilvanian Hunger(1993-1994)

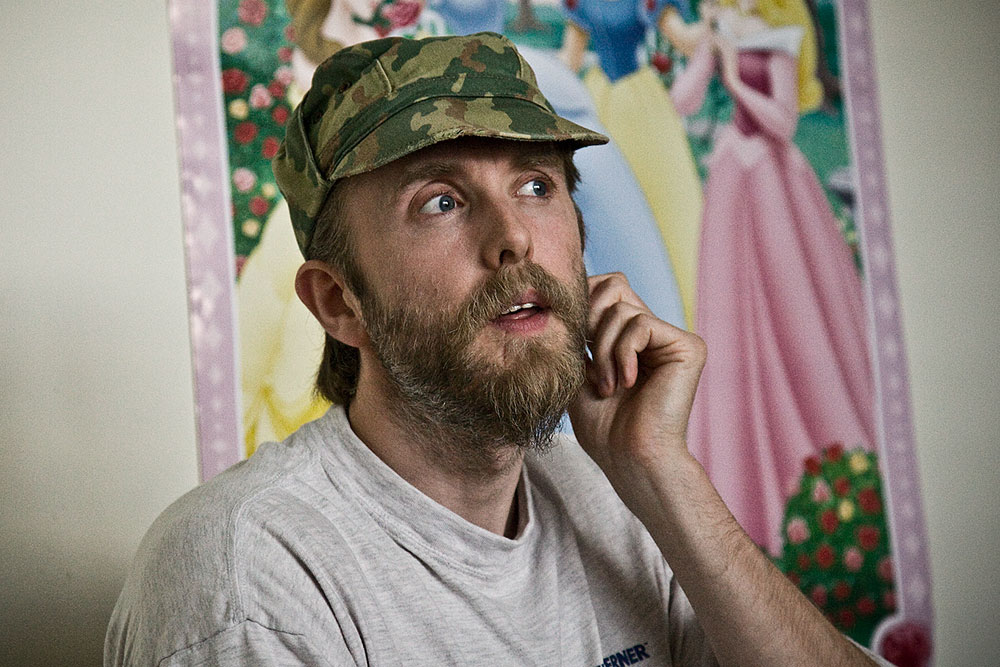
Varg Vikernes participó como letrista en Transilvanian Hunger.

A finales de 1993, Fenriz comenzó a componer música para una nueva obra y una vez terminada, grabó las pistas de bajo, guitarra y batería y envió una copia a Nocturno Culto y a Varg Vikernes por correo. Este último estaba en prisión por el asesinato de Euronymous y Fenriz le propuso que escribiera las letras de su nuevo álbum como una forma de comunicarse con el exterior. Después de que Vikernes terminara la labor, envió al baterista las letras y poco después, Nocturno Culto grabó las voces en el estudio portátil Necrohell.
El disco salió a la venta bajo el título Transilvanian Hunger en febrero de 1994 y recibió críticas por incluir en su contraportada la frase «Norsk Arisk Black Metal» (en español: Black metal ario noruego). En su defensa, el dúo alegó que la acepción que había utilizado de la palabra «arisk» era la de «verdadero»; además Fenriz aprovechó para emitir un comunicado que no resolvió la polémica:

Queremos declarar que Transilvanian Hunger está al margen de cualquier tipo de crítica. En caso de que algún hombre intente criticar este LP, deberá ser ninguneado por su evidente comportamiento judío.

Tras la explicación del batería, Peaceville Records suprimió la polémica frase del álbum y la banda declaró que en Noruega la palabra utilizada para referirse al término «judío» también significa «idiota». La discográfica quedó convencida con esta nueva aclaración y poco después finalizó su relación comercial con el dúo, el cual firmó un nuevo contrato con el sello noruego Moonfog Productions, fundado por el líder de Satyricon, Satyr, que en aquellos momentos era compañero de Fenriz en el proyecto Storm.

### PanzerfaustyTotal Death(1995-1996)
Tras firmar un acuerdo con su nueva compañía discográfica, el dúo grabó un nuevo trabajo de estudio en el estudio Necrohell; Panzerfaust, publicado en junio de 1995. El disco, calificado por el propio Fenriz como su propio tributo a Celtic Frost después de no ser invitado a participar en un álbum en homenaje a la banda suiza, incluyó la canción «Quintessence», cuya letra había escrito Varg Vikernes para su aparición en Transilvanian Hunger. En respuesta a la polémica relacionada con su anterior trabajo, el grupo incluyó en el libreto un nuevo comunicado:

Darkthrone indudablemente no es una banda nazi ni una banda política. Aquellos que todavía pensáis que sí, podéis lamerle el culo a [la Virgen] María en la eternidad.

En enero de 1996 salió a la venta su sexto trabajo de estudio, Total Death, que a diferencia de sus antecesores no incluyó letras escritas por Fenriz, ya que la tarea de letrista recayó en Nocturno Culto y en integrantes de otras agrupaciones como Satyr, Garm de Ulver, Ihsahn de Emperor y Carl-Michael Eide de Ved Buens Ende. Ese mismo año, Moonfog también lanzó el disco Goatlord, integrado por canciones compuestas tras la publicación de Soulside Journey y en el que Fenriz y Satyr ejercieron de vocalistas.

### Ravishing GrimnessyPlaguewielder(1998-2001)
Tras la publicación de Goatlord, los integrantes del grupo comenzaron un periodo de dos años de inactividad, en los que Nocturno Culto aprovechó para pasar más tiempo con su mujer y sus hijos y Fenriz, en sus propias palabras, para escuchar música. Ante la pregunta sobre una posible disolución, el batería declaró que se encontraba «quemado» después de haber realizado «muchas cosas creativas entre 1992 y 1995». Durante esa etapa, Moonfog Productions puso a la venta el álbum tributo Darkthrone Holy Darkthrone, compuesto por versiones realizadas por bandas como Enslaved, Gorgoroth, Immortal o Satyricon.
En marzo de 1999, el dúo lanzó el álbum Ravishing Grimness, integrado principalmente por temas compuestos por Nocturno Culto. Por otra parte, la formación recuperó el contacto con Peaceville Records y ambas partes acordaron editar un trabajo recopilatorio con temas de sus cuatro primeros discos de estudio, de las maquetas A New Dimension y Thulcandra, y algunas canciones grabadas en directo entre 1988 y 1990. En septiembre de 2001, Darkthrone publicó Plaguewielder, un trabajo en el que participaron Apollyon, integrante de Aura Noir y Sverre Dæhli, vocalista de Audiopain, y que el propio Fenriz calificó como «esencialmente igual que Ravishing Grimness».

### Hate ThemySardonic Wrath(2002-2005)
En diciembre de 2002, en apenas 26 horas, el dúo grabó y mezcló su noveno álbum de estudio, Hate Them, publicado en marzo del año siguiente. El disco destaca por incluir una intro y una outro de música electrónica interpretadas por Lars Sørensen, teclista de Red Harvest. En verano, Nocturno Culto se unió a Satyricon para interpretar dos canciones de Darkthrone en un concierto en Oslo, realizado con motivo de décimo aniversario de la fundación de Moonfog, en el que Fenriz también participó como pinchadiscos. Poco después, los dirigentes del festival de Wacken (Alemania), que habían intentado con anterioridad contratar al dúo para una actuación, contactaron con Satyricon y Nocturno Culto para proponerles un concierto conjunto. Ambas partes aceptaron la propuesta y en agosto de 2004, el vocalista volvió a unirse a la agrupación liderada por Satyr para interpretar cuatro temas de Darkthrone.
Tras terminar la grabación de Hate Them, el dúo compuso material para un nuevo trabajo, que sería grabado en abril de 2003 y publicado en septiembre del año siguiente con el título Sardonic Wrath. Al igual que su antecesor, el álbum incluyó una intro interpretada por Lars Sørensen, además, Apollyon colaboró como vocalista de la canción «Hate is the Law». Sardonic Wrath consiguió una nominación como mejor álbum de metal en los premio musicales Alarm, sin embargo, al día siguiente de conocer su candidatura, Fenriz emitió un comunicado en una entrevista para el diario Aftenposten:

Tocamos black metal real y honesto y no tenemos ningún interés en ser parte del brillo del mundo del espectáculo y de la industria de la música.

El batería además, envió una solicitud a los representantes del galardón para que retirarán su nominación y poco después, el disco fue eliminado de la lista de candidatos. Por su parte, Nocturno Culto alegó estar completamente en contra de los premios para el black metal.

### The Cult is Alive(2005-2006)
En 2005, Darkthrone confirmó su regreso a Peaceville Records y la creación de la filial Tyrant Syndicate Productions. Para conmemorar el retorno del dúo, la discográfica publicó una nueva edición del recopilatorio Preparing for War y que incluyó rarezas y temas interpretados en directo.
En enero del año siguiente, el grupo puso a la venta el EP Too Old, Too Cold, que contiene la pista «High on Cold War», interpretada por el vocalista de Enslaved Grutle Kjellson y una versión de la canción «Love in a Void» de Siouxsie And The Banshees. Por primera vez en su carrera, la banda grabó un vídeo musical para el tema que da título al EP. Por otra parte, Too Old, Too Cold se convirtió además en el primer trabajo de Darkthrone que entró en las listas de éxitos y se situó en el top 15 de los sencillos más vendidos en Noruega y Dinamarca. Dos meses más tarde, fue publicado el álbum The Cult is Alive, en el que la agrupación añadió a su sonido black metal elementos del punk  y que alcanzó la vigésimo segunda posición de la lista noruega de álbumes, el mejor puesto en la carrera del dúo hasta entonces. El sencillo «Forebyggende krig» fue extraído del disco y lanzado al mercado en septiembre con una versión del tema de Testors «Bad Attitude» como cara B.

### F.O.A.D.yDark Thrones and Black Flags(2007-2009)
Como había hecho con anterioridad, el grupo lanzó al mercado en 2007 un EP antes de poner a la venta un nuevo álbum de estudio. En julio fue publicado NWOBHM, un acrónimo para referirse a la Nueva ola del heavy metal británico que aquí viene a significar «Nueva ola del black heavy metal». A este EP le siguió el disco F.O.A.D., editado en septiembre y cuyo título son las siglas de la frase «Fuck Off And Die» (en español: Jódete y muere). Este trabajo continuó con el estilo crust punk de su antecesor e incluyó la participación como guitarrista y corista de Carl-Michael Eide, integrante de Aura Noir.

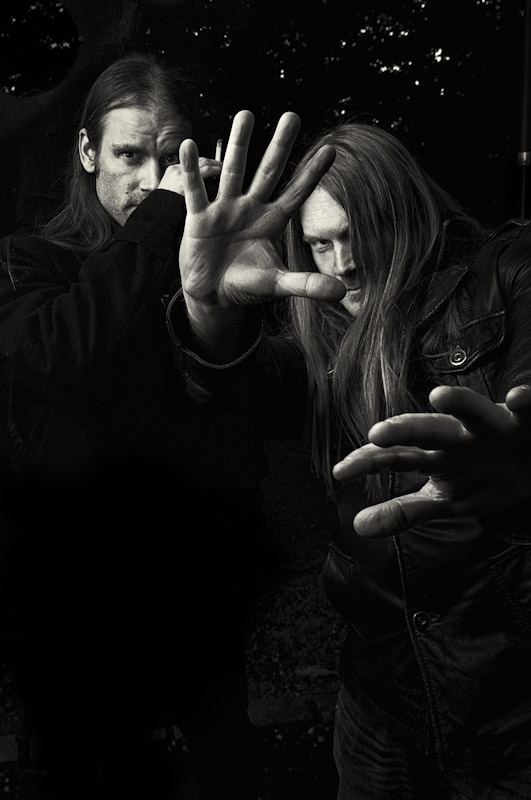
Nocturno Culto (a la derecha) junto al vocalista de Taake, Hoest, en Bergen, en 2011.

Al año siguiente, Peaceville Records puso a la venta el recopilatorio Frostland Tapes, que integró sus primeras maquetas y una actuación en directo realizada en Dinamarca, en 1990. En octubre fue lanzado al mercado el álbum Dark Thrones and Black Flags, una continuación de F.O.A.D. que incluyó material compuesto durante las sesiones de este último. Por esas fechas, Nocturno Culto aprovechó para unirse como vocalista del proyecto homónimo del batería de Khold, Sarke, lo que permitió poder volver a actuar en directo. Por su parte, Fenriz publicó el sencillo split «Engangsgrill» junto al líder de Carpathian Forest, Nattefrost y que incluyó temas que había grabado en 1993.

### Circle the WagonsyThe Underground Resistance(2010-2013)
En abril de 2010, Darkthrone puso a la venta Circle the Wagons, que continuó con el sonido de sus tres discos anteriores. Este trabajo supuso el regreso del dúo a las listas de álbumes más vendidos; alcanzó la vigésimo tercera posición en Noruega y llegó al puesto 120 del Top Heatseekers tras vender 500 copias en los Estados Unidos. Ese mismo año, Peaceville adquirió los discos publicados a través de Moonfog y los reeditó con material adicional, además, el grupo pidió a sus aficionados que enviaran sus sugerencias para las nuevas portadas de Goatlord y Ravishing Grimness. En noviembre de 2011, Nocturno Culto participó junto a Hoest de Taake y Frost y Satyr de Satyricon en un concierto en memoria de Jonas Christiansen, vocalista de Slavia, en el cual el cuarteto interpretó varias canciones del repertorio de Darkthrone. Durante la mayor parte de ese año, el dúo decidió tomarse un descanso.
En febrero de 2013, la banda publicó The Underground Resistance, un trabajo en el que el dúo apartó el sonido crust punk de sus cuatro álbumes anteriores para incorporar elementos del speed, del thrash y del heavy metal. El disco tuvo la mejor acogida en las listas en la historia de Darkthrone hasta entonces y se situó entre los cincuenta álbumes más vendidos en Noruega, Finlandia y Suecia además alcanzó la vigésimo segunda posición del Top Heatseekers tras vender más de 1.100 copias en los Estados Unidos. Por otra parte, Nocturno Culto decidió comenzar su carrera en solitario con la formación del proyecto Gift of Gods.

### Arctic ThunderyOld Star(2015-actualidad)
En septiembre de 2015, el dúo comenzó la grabación de un nuevo trabajo de estudio. El álbum, titulado Arctic Thunder en referencia a un grupo noruego de la década de 1980, salió a la venta en octubre de 2016 y fue el primero en una década en incluir únicamente canciones cantadas por Nocturno Culto. Este disco fue el primero en la carrera de Darkthrone en situarse en las listas de Alemania al alcanzar el puesto 56.

## Estilo musical e influencias

### Death metal(1986-1991)

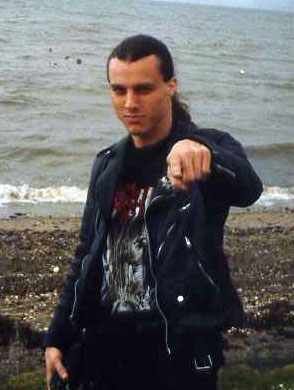
Nocturno Culto destacó la influencia de Death (en la imagen el vocalista y guitarrista Chuck Schuldiner) en Soulside Journey.

A lo largo de su carrera, Darkthrone ha interpretado distintos estilos musicales dentro del heavy metal, aunque a menudo suele ser reconocida por sus trabajos enfocados en el black metal. En sus primeras maquetas y en su álbum debut, Soulside Journey, el grupo orientó su sonido hacia un death metal similar al de formaciones suecas como Entombed y Carnage. En la composición de este disco, el vocalista y guitarrista Nocturno Culto destacó la influencia de Slayer y especialmente del primer álbum de Death, Scream Bloody Gore, mientras que el batería Fenriz señaló a Napalm Death como una gran inspiración. La agrupación grabó un trabajo más orientado al death metal, la maqueta Goatlord, pero que no sería publicada hasta 1996.

### Black metal(1991-2004)

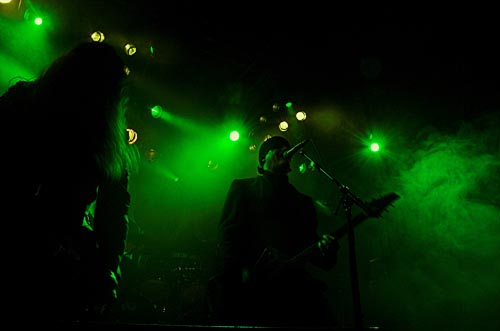
Fenriz calificó a Panzerfaust como un tributo a Celtic Frost (en la fotografía el grupo suizo actuando en Bergen, en 2006).

Tras conocer al guitarrista de Mayhem, Øystein «Euronymous» Aarseth, Darkthrone decidió cambiar su música por el black metal, un estilo del cual Mayhem era una de las pioneras. Al adoptar este nuevo sonido, los miembros de la formación tomaron como influencia a conjunto como Bathory, Venom, Hellhammer, Motörhead o Celtic Frost y que se vieron reflejados en el álbum A Blaze in the Northern Sky. Este trabajo perfeccionó elementos del nuevo género como cantos angustiosos y fúnebres, velocidad vertiginosa y riffs aplastantes; además su publicación en 1992 lo convirtió en el primer álbum de black metal noruego. A pesar de este cambio de registro, Fenriz declaró más tarde que A Blaze in the Northern Sky estaba compuesto «de tres canciones de black metal y tres canciones de death metal». Por este motivo, su tercer álbum, Under a Funeral Moon, fue el primero centrado plenamente en el black. En este disco, la banda utilizó únicamente acordes de cuerdas abiertas, riffs sofisticados y enterró la música bajo una gran distorsión de la amplificación. Transilvanian Hunger contó con una producción más sólida y unos riffs más pegadizos, lo que lo convirtió en un trabajo más accesible que sus antecesores, aunque manteniendo un sonido primitivo. Su sucesor, Panzerfaust, guardó varias similitudes y el propio Fenriz citó como inspiración los álbumes Morbid Tales de Celtic Frost, Under the Sign of the Black Mark de Bathory y Necrolust de Vader. Ravishing Grimness y Plaguewielder destacaron por tener estructuras parecidas, aunque la principal diferencia radicó en que el primero mostró una ralentización en los tempos de la batería. Por su parte, Hate Them y Sardonic Wrath incluyeron introducciones de música electrónica; además, Fenriz remarcó que su única influencia en la forma de tocar la batería en el primero fue el tema «C'Mon Let's Go» de Girlschool.

### Heavy metalypunk(2005-actualidad)

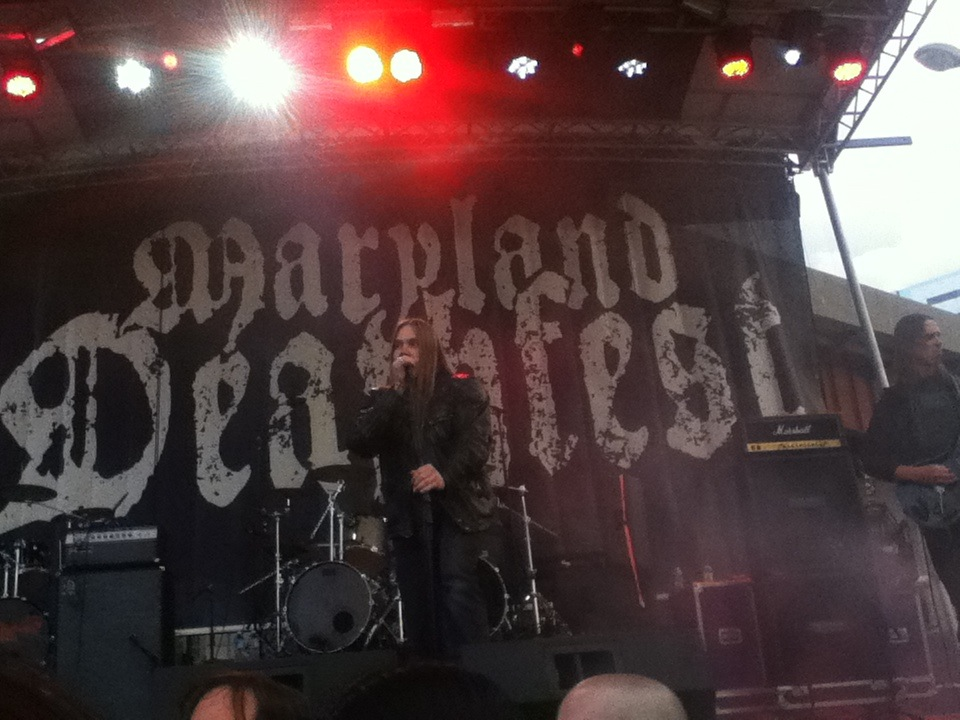
La negativa de Darkthrone de realizar conciertos llevó a Nocturno Culto a decidir actuar en directo con otras bandas. En la imagen, el vocalista durante una actuación con Sarke en 2014.

Con The Cult is Alive, Darkthrone orientó su música hacia el punk y el hardcore, con reminiscencias de bandas como Motörhead o Misfits, lo que permitió que se convirtiera en su trabajo más accesible hasta entonces. F.O.A.D. continuó con el estilo punk de su antecesor, aunque con un sonido también orientado al de grupos como Venom, Iron Maiden, Dio o Diamond Head. Por su parte, Dark Thrones and Black Flags mantuvo la actitud punk, fusionada con black metal primigenio; algo que la banda también hizo con Circle the Wagons, donde abundaron las voces limpias.
Para The Underground Resistance, el dúo dejó el sonido punk de lado para centrarse principalmente en el sonido de la nueva ola del heavy metal británico y el power metal; además Nocturno Culto y Fenriz fusionaron en sus voces lamentos operísticos y gruñidos guturales al estilo de King Diamond y Tom G. Fischer.

### Actuaciones en directo
Por otra parte, una de las características de Darkthrone es su negativa a actuar en directo y desde 1996, el dúo no ha realizado ningún concierto, a excepción de una actuación en verano de 2004, en la cual Nocturno Culto interpretó algunos temas junto a Satyricon. Desde entonces, el conjunto ha recibido ofertas de hasta 90 000 EUR de festivales como el Wacken y el Hellfest, sin embargo, Nocturno Culto declaró que «no hay dinero suficiente para que toquemos juntos en directo», mientras que Fenriz señaló que «mi religión ha sido no actuar en vivo. Si Bathory pudo sobrevivir, yo también» y que es «una persona de álbumes desde 1973 y en mi cabeza prefiero escuchar Somewhere in Time [de Iron Maiden] un montón de veces que escucharlo con toda una multitud en un entorno organizado».

## Legado

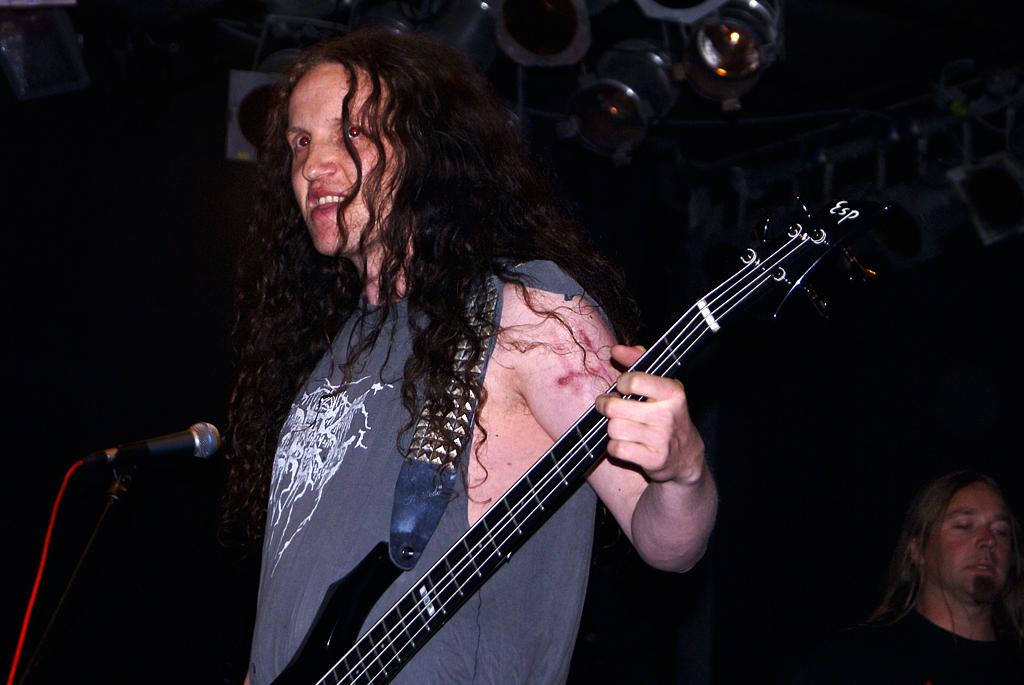
Apollyon de Aura Noir alegó que A Blaze in the Northern Sky fue el primer álbum de black metal que compró.

Darkthrone está considerada como una de las bandas más influyentes, reconocidas y prolíficas de la escena noruega del black metal junto a otros conjuntos como Mayhem, Burzum, Emperor, Enslaved o Immortal. De este género formaron parte los álbumes A Blaze in the Northern Sky, Under a Funeral Moon y Transilvanian Hunger, publicados entre 1992 y 1994, y popularmente conocidos como the unholity trinity (en español: La trinidad impía); de hecho, el primero está calificado como el primer álbum de black metal noruego, a pesar de que anteriormente Mayhem había editado el directo Live in Leipzig. Estos tres trabajos recibieron buenos comentarios por parte de la crítica y fueron incluidos en las listas de mejores álbumes de black metal de publicaciones y sitios web como Terrorizer, NME, IGN, Decibel, Allmusic o About.
En el año 1998 salió a la venta el recopilatorio Darkthrone Holy Darkthrone, en el que Immortal, Enslaved, Thorns, Dødheimsgard, Satyricon, Gorgoroth, Emperor y Gehenna rindieron tributo al conjunto con sus propias interpretaciones de sus temas clásicos. Por otra parte, entre los grupos que han tenido a Darkthrone como influencia o que han versionado algunos de sus canciones se encuentran: Kvelertak, Primordial, 1349, Carpathian Forest, Watain, Dimmu Borgir, Taake, Tsjuder, Urgehal, Anorexia Nervosa, Gallhammer, Aura Noir o Absurd,  entre otros. Por otra parte, en 2009, Fenriz comenzó a escribir un blog en el que cada semana seleccionaba a una banda, como por ejemplo, In Solitude, Pentagram, Vulcano, Obliteration, Enforcer o Ghost. La importancia del blog es tal, que desde 2010 se celebra en Londres el festival Live Evil y en el que actúan los grupos seleccionados por el batería.

## Miembros
Miembros actuales
Miembros anteriores
- Anders Risberget – guitarra (1986-1988)
- Zephyrous – bajo (1987) y guitarra (1988-1993)
- Dag Nilsen – bajo (1988-1991)

Miembros en vivo
- Satyr – bajo (1996)

Timeline

## Discografía
| - Soulside Journey (1991) - A Blaze In The Northern Sky (1992) - Under a Funeral Moon (1993) - Transilvanian Hunger (1994) - Panzerfaust (1995) - Total Death (1996) - Ravishing Grimness (1999) - Plaguewielder (2001) - Hate Them (2003) - Sardonic Wrath (2004) | - The Cult is Alive (2006) - F.O.A.D. (2007) - Dark Thrones and Black Flags (2008) - Circle the Wagons (2010) - The Underground Resistance (2013) - Arctic Thunder (2016) - Old Star (2019) - Eternal Hails...... (2021) - Astral Fortress (2022) |